# Lilla Augustpriset
Lilla Augustpriset är ett pris som utdelas årligen till ungdomar i åldern 16 till 20 år.
Lilla Augustpriset instiftades av Svenska Förläggareföreningen 1994. Deltagarnas bidrag kan vara i såväl facklitterär som skönlitterär form. Tidigare tävlade dessa klasser separat, men från och med 2008 tilldelas endast en vinnare 15 000 kronor. Antalet inskickade bidrag ligger runt 500. Juryn granskar bidragen anonymt och det har hänt att samma person nominerats och till och med vunnit mer än ett år, bland andra Jon Jordås och Moa-Lina Croall. Prisutdelningen äger rum under den årliga Augustgalan, där även årets Augustpris delas ut. Nytt från år 2008 är även att de nominerade bidragen, utvalda av juryn, ligger ute för omröstning på internet.

## Romandebuter
Hittills har åtta av Lilla Augustprisets vinnande eller nominerade skribenter debuterat som författare. Moa-Lina Croall som var nominerad 2000 och 2001, och som vann 2002, debuterade 2006 med Sen tar vi Berlin. Hon gav sedan ut Det är jag som är Lisa 2009 och Jag blundar och önskar mig något 2012 på Alfabeta. Den sistnämnda var Augustnominerad för bästa barn- och ungdomsbok 2012. 
Annelis Johansson var nominerad 2001 och 2002 och kom 2007 ut med Fågelungar på Eriksson&Lindgren. Amanda Svensson var nominerad 2004 och kom 2008 ut med den uppmärksammande Hey Dolly på Norstedts. Svensson blev 2011 nominerad till Augustpriset i kategorin skönlitteratur för sin bok Välkommen till den här världen. Hedvig Andersson som var nominerad 2004 kom 2009 kom ut med Bortom världen utanför på Bonnier Carlsen. Ester Roxberg som vann 2004 kom 2011 ut med Antiloper på X Publishing. 
Isabella Nilsson som vann 2009 och kom 2011 ut med Verklighetsprojektet på X Publishing. Katarina Sandberg, nominerad 2010 och dubbelt nominerad 2011, debuterade 2013 med romanen Vi är inte sådana som i slutet får varandra på bokförlaget Gilla böcker. 
2010 års vinnare, Christer El-Mochantaf, debuterade 2014 med boken "En kopp kaffe på Nordpolen" på Lava Förlag.

## Vinnare
- 2000 – I skönlitterära klassen vann Marie Tonkin för diktsviten Koltrastar och vinteräpplen, i den facklitterära klassen vann Christian Runehammar med Giriga grabbars val.
- 2001 – I skönlitterära klassen vann Maria Katerine Larsson för novellen Underpojken, i den facklitterära klassen vann Jon Jordås med essän Mekaniska människor.
- 2002 – I skönlitterära klassen vann Moa-Lina Croall med En riktig låda, i facklitterära klassen vann Jon Jordås för Tankar från stranden i Normandie.
- 2003 – I skönlitterära klassen vann Charlotte Fredriksson med novellen Frusen ända in i stammen, i facklitterära klassen vann Svante Welin för essän Bakåt, framåt – uppåt eller Anakronismens biroll i minnenas skådespel.
- 2004 – I skönlitterära klassen vann Ester Roxberg för diktsviten Se upp lilla människa för snart smäller det, i facklitterära klassen vann Mattias Nyström med Onyxlädret.
- 2005  – I skönlitterära klassen vann Elin Bernerson Helgpappan, i facklitterära klassen vann Ronja Boije för Sök heligheten – finn dig själv.
- 2006  – I skönlitterära klassen vann Lisa Hedman för Boken om mig, i facklitterära klassen vann Joakim Magnusson med novellen Fantastiska farkoster - Bilen från förr till sedan.
- 2007 – I skönlitterära klassen vann Evelina Bramstång för Vintersaga, i facklitterära klassen vann Andrea Malesevic med uppsatsen Pedofili – kropp, själ och samhälle.
- 2008 – Lyra Ekström Lindbäck för Manual.
- 2009 – Isabella Nilsson för Verklighetsprojektet.
- 2010 – Christer El-Mochantaf för Kalla hjärtans dag.
- 2011 – Cathrine Bengtsson för Kärlekssvetten.
- 2012 – Ulrika Nettelblad för Route 66.
- 2013 – Nicole Accord för Då skulle världen vara en vacker plats.
- 2014 – Matilde Villegas Bengtsson för Orangeriet.
- 2015 – Rasmus Bjerkander för Den på intet vis speciella.
- 2016 – Sigrid Nikka för Då rallarrosen blommar.
- 2017 – Saga Miketinac för Den röda cykeln.
- 2018 – Linn Spjuth för Vem beskyddar gudarna?.
- 2019 – Emma-Karin Rehnman för En ospelad fiol
- 2020 – Nanna Mikkelsen för Offret
- 2021 – Mirja Flodin för Min ursäkt
- 2022 – Ali Alonzo för Döden i Rom[1]
- 2023 – Emilia Piotrowska för Och allting dör[2]

## Nominerade år 2011
- Det handlar nästan aldrig om kärlek vid första ögonkastet samt Sådant vi inte rår över av Katarina Sandberg, Kristianstad, nominerad för två bidrag
- Kontaktannons 2000-tal och handlösa funderingar av Isa Chen, Luleå
- Mellanmjölk och varma händer av Sara Malmberg, Bromma
- Kokong av Cecilia Stanley, Helsingborg
- Kärlekssvetten av Cathrine Bengtsson

## Nominerade år 2012
- En arbetsplats (Östtyskland - 11 oktober 1972) samt Ekvationskalkyler av Erik Hultin, Billdal, nominerad för två bidrag
- Route 66 av Ulrika Nettelblad, Umeå
- Det avgörande skottet av Elin Stenlöv, Västerås
- Rapport från norra Norrlands fjälltrakter av Maja Tinnerwall, Vikbolandet
- Stensyskon av Anna Hoogland, Halmstad

## Nominerade år 2013
- Då skulle världen vara en vacker plats samt Getingfällan av Nicole Accord, Ludvika, nominerad för två bidrag
- En halv evighet av Louise Axelsson, Stockholm
- Kontaktannons: Pappa sökes av Erica Lindberg, Vällingby
- En småstads längtande hjärta samt Min mors händer av Linnea Svensson, Lidköping, nominerad för två bidrag

## Nominerade år 2014
- När två blir mer än en av Frida Alexandersson, Västerås
- Orangeriet av Matilde Villegas Bengtsson, Malmö
- Saker jag inte gör: mjölkar kor av Louise Brahce, Stockholm
- Badrummet av Annina Claesson, Göteborg
- Nangijala, Nangilima, Ludvika av Aron Ekelin, Nättraby
- Medresenärer av Amanda Forsman-Sundell, Saltsjö-Boo och London

## Nominerade år 2015
- Den på intet vis speciella av Rasmus Bjerkander, Linköping
- Sommartid av Maria Kotaleski, Stocksund
- Drömland av Lovisa Lyngfelt, Göteborg
- Gudrun, Simone, Sven och jag av Saga Miketinac, Ronneby
- Två fel gör ett rätt … av Sofia Dorotea Svensson, Lund
- Självmordsbrev av Sofia Dorotea Svensson, Lund

## Nominerade år 2016
- Perspektiv – en rymdsaga om Medelhavet, Henning Bollmark, Uppsala
- Nedräkning, Sanna Fagerström, Uppsala
- Åttahundratusen trehundrafemtiosex tick och ett knippe röda tulpaner, Smilla Luuk, Stockholm
- Då rallarrosen blommar, Sigrid Nikka, Höllviken
- Samklang, Matilda Stjernqvist, Ryssby
- Jag är 20 år och har OCD, Gabriel Zetterström, Lidingö

## Nominerade år 2017
- Flaskskeppsdag, Anna Norrby Andersson, Knivsta
- Expressionism på flaska, Henrietta Andersson, Bromma
- De fyra årstiderna, Henning Bollmark, Uppsala
- Blod, Saga Miketinac, Ronneby
- Den röda cykeln, Saga Miketinac, Ronneby
- Resan, Jonathan Norberg, Sundsbruk

## Nominerade år 2018
- Garderobiär, Samuel Levander, Stockholm
- vem beskyddar gudarna? samt att vara en Vacker Flicka, Linn Spjuth, Nora, nominerad för två bidrag
- Utdrag ur ett liv, Sanna Wall, Hisings Backa
- Jag städade mitt rum i dag: en dialog, Elin Herrault, Hägersten
- Det drunknar en sjöjungfru i grannens pool, Amanda Rudelius, Knivsta

## Nominerade år 2019
- Hjärtat, Allis Sääsk Berglund, Stockholm
- Förfäders vördnad, My Danvind, Strängnäs
- Rött, rött nagellack, Amelie Tottie Matousek, Västra Frölunda
- Den bästa dagen, Nanna Mikkelsen, Södra Sandby
- Blunda så ser du, Alice Nylander, Strömstad
- En ospelad fiol, Emma-Karin Rehnman, Lidingö

## Nominerade år 2020
- Elden kom, Karla Backlund, Uppsala
- Frö, Moe Duke-Bergman, Stockholm
- Offret, Nanna Mikkelsen, Södra Sandby
- Brandstegen, Julia Kaplan, Bromma
- Mitt älskade Haverdal, Josefine Larsson, Lund
- Farfarsrummet, Allis Sääsk Berglund, Stockholm

## Nominerade år 2021
- Stelnat vatten, Daniella Ahlbin Berg, Ängelholm
- Min ursäkt, Mirja Flodin, Nästansjö
- Bykefloa, Matilda Modig, Lund
- Tystnadens tankar, Mary Pope, Johanneshov
- Det lovas inte vackert väder, Vilja Slagbrand, Årsta
- Gråten i halsen och jag ler, Vilma Strandvik, Stockholm

## Nominerade år 2022
Nomineringarna till Lilla Augustpriset 2022 presenterades den 24 oktober 2022. Prisutdelningen skedde den 28 november 2022.
- Alonzo, Ali (2022). Döden i Rom
- Jakobsson, Vanja (2022). Vykort från vecka 3
- Kaplan, Julia (2022). Högt gräs
- Tottie Matousek, Amelie (2022). En bukett med nejlikor
- Mårtensson, Karna (2022). Tankar under päronträdet
- Emilia, Piotrowska (2022). På motorcykeln, alldeles för nära helvetet

## Nominerade år 2023
Nomineringarna till Lilla Augustpriset 2023 presenterades den 23 oktober 2023.
- Busshållplatsen, Alma Sagado Kjellgren
- När världen går under kommer jag, Maja Grönroos
- Älskade stålar, Iren Rahman
- Och allting dör, Emilia Piotrowska
- Liten låda, Alva Andersson
- Flammor i skumraskets land, Felix Krausz Sjögren